# Nycterimyia capensis
Nycterimyia capensis är en tvåvingeart som beskrevs av Mario Bezzi 1924. Nycterimyia capensis ingår i släktet Nycterimyia och familjen Nemestrinidae. Inga underarter finns listade i Catalogue of Life.